# Ариешки гонич
Ариешки гонич (фр. Ariégeois) је пасмина која потиче са департамана Арјежа у јужној Француској. Овај пас се користи за лов одстрелом и хајке. Средња величина и грађа чине га драгоценим помоћником који је сам, или у чопору, способан да лако савладава тешке терене. Омиљен му је лов на зечеве, али је и врло користан у трагању за срнама и дивљим свињама.
Пас је весео и дружељубив, лако се дресира. Изузетно је добар гонич који обавља своје задатке са много иницијативе и предузимљивости. Добро је грађен и брз је у својим потерама.

## Основно
- Мужјак
  - Висина од 52 до 58 цм
  - Тежина од 28 до 30
- Женка
  - Висина од 50 до 56 цм
  - Тежина од 25 до 27

## Историја
Иако је ариешки гонич релативно нова пасмна, званично настала у Француској 1912. године, њени корени иду вековима уназад. У питању је мешавина три француска трагача по крви, артоашког гонича, великог гаскоњско сентанжујског гонича и великог плавог гаскоњског гонича, који су старе пасмине.
За плавог гаскоњског гонича се сматра да је донет у Француску од стране Феничана, древне цивилизације која је пропутовала кроз већину Европе, где је долазило до трговине робом тадашњег времена и псима. Артоашки гонич, или брикет, често погрешно превођен као бигл, није био пас везан за једну расу него су били познати као нижи крвоследници средњег раста, пореклом са југа Француске. Прије Римљана, у Галији су их користили као ловачке псе. Како је долазило до укрштања, створена је раса данас позната као артоашки гонич, који је, као и претходник, постао популаран као чопоративни пас са одличним њухом који је био савршен за лов. Нажалост, као и многи други пси (али и људи) који су живели у Европи током Другог светског рата, скоро су истребљени. Захваљујући неколико посвећених узгајивача, ова раса је оживљена касније.

## Карактеристике расе

### Нарав
Ово је вредан, енергичан пас. Слободног су духа и слажу се са другим псима. Изврстан је ловац на зечеве, а познат је и као одличан ловац на јелене и вепрове. Показује пуно иницијативе, сналази се на свим врстама терена. Веома су одани, нарадије би непрестано пратили власника где год он крене. Толерантни су према деци и пуни љубави према свим члановима породице.

### Општи изглед
Ариешки гонич је витак, елегантан и отмен пас средње величине. Длака је танка и густа, углавном је црно-беле боје, понекад прскана, са светлом пламеним мрљама изнад очију и по образима. Очи су добро отворене, браон. Уши су танке, елсастичне, досежу до корена носне печурке.

## Нега и здравље
Његова длака се лако одржава и потребно му је само повремено чешљање. Његове висеће уши често остају влажне и постају место за узгој бактерија. Његове очи и уши треба испитати после лова, нарочито ако је путовао зонама густе вегетације, јер евентуално може доћи до иритације.
Кратка историја ове расе значи да још нису исказали генетске предиспозиције ка некој болести и сматрају се здравом пасмином. Уши су склоне инфекцији, што се може избећи редовним чишћењем.
Животни век ове расе је од 12 до 14 година.